# Панасенко, Сергей Александрович
Серге́й Алекса́ндрович Пана́сенко (укр. Сергій Олександрович Панасенко; род. 9 марта 1992, Днепропетровск) — украинский футболист, полузащитник клуба «Ольховцы».

## Биография
Сергей Панасенко родился 9 марта 1992 в Днепропетровске.
В чемпионате ДЮФЛУ провёл 66 матчей в составе днепропетровского «Интера», в которых забил 19 мячей. В 2010 году сыграл восемь матчей в молодежном чемпионате Украины за криворожский «Кривбасс». В 2010—2012 годах провел 35 игр во Второй лиге чемпионата Украины за «Днепр-2». Во втором полугодии 2012 года выступал за другой второлиговый клуб, «Горняк-Спорт» (22 матча, 2 гола). Весной и в июне 2013 года играл за «Славутич» (8 игр, 1 гол). Летом 2013 года провел два матча в Чемпионате Украины среди любителей за «ВПК-Агро».
С 2014 по 2016 год Сергей защищал цвета перволигового харьковского «Гелиоса» (51 игра, три гола). В 2016, накануне старта «Ингульца» в Первой лиге, присоединился к этой команде. В общей сложности провел за клуб из Петрового 19 матчей и забил 2 мяча.
В конце декабря того же года покинул петровскую команду и подписал контракт с перволиговым «Горняком-Спортом» из Горишних Плавней. За «горняков» выступал в течение двух сезонов (45 матчей, 7 голов). После этого играл в Первой лиге за «Днепр-1» и «Николаев», откуда в конце сезона 2019/20 перебрался в ровенский «Верес». Вместе с ровенчанами через год выиграл золотые награды Первой лиги и получил право выступать в УПЛ. Дебютировал в элитном дивизионе 1 августа 2021 в матче второго тура против киевского «Динамо» (0:4), заменив в перерыве Никиту Полюляха.
27 июля 2022 года подписал контракт с харьковским «Металлистом».

## Достижения
«Ингулец»
- Победитель Первой лиги Украины: 2023/24